# بانکو (ویرجینیای غربی)
بانکو (به انگلیسی: Banco) یک منطقهٔ مسکونی در ایالات متحده آمریکا است که در شهرستان لوگان، ویرجینیای غربی واقع شده‌است. بانکو ۱۹۲٫۹۴ متر بالاتر از سطح دریا واقع شده‌است.